# Distrito de Jalna
Jalna (en maratí; जालना जिल्हा ) es un distrito de India, parte de la división de Aurangabad en el estado de Maharastra . 
Comprende una superficie de 7 612 km².
El centro administrativo es la ciudad de Jalna.

## Demografía
Según censo 2011 contaba con una población total de 1 958 483 habitantes.